# Philadelphia Independence
El Philadelphia Independence fue un club de fútbol femenino de Estados Unidos. Vestía de gris y amarillo, jugaba en la WPS y su estadio era el Leslie Quick de Chester.

## Historia

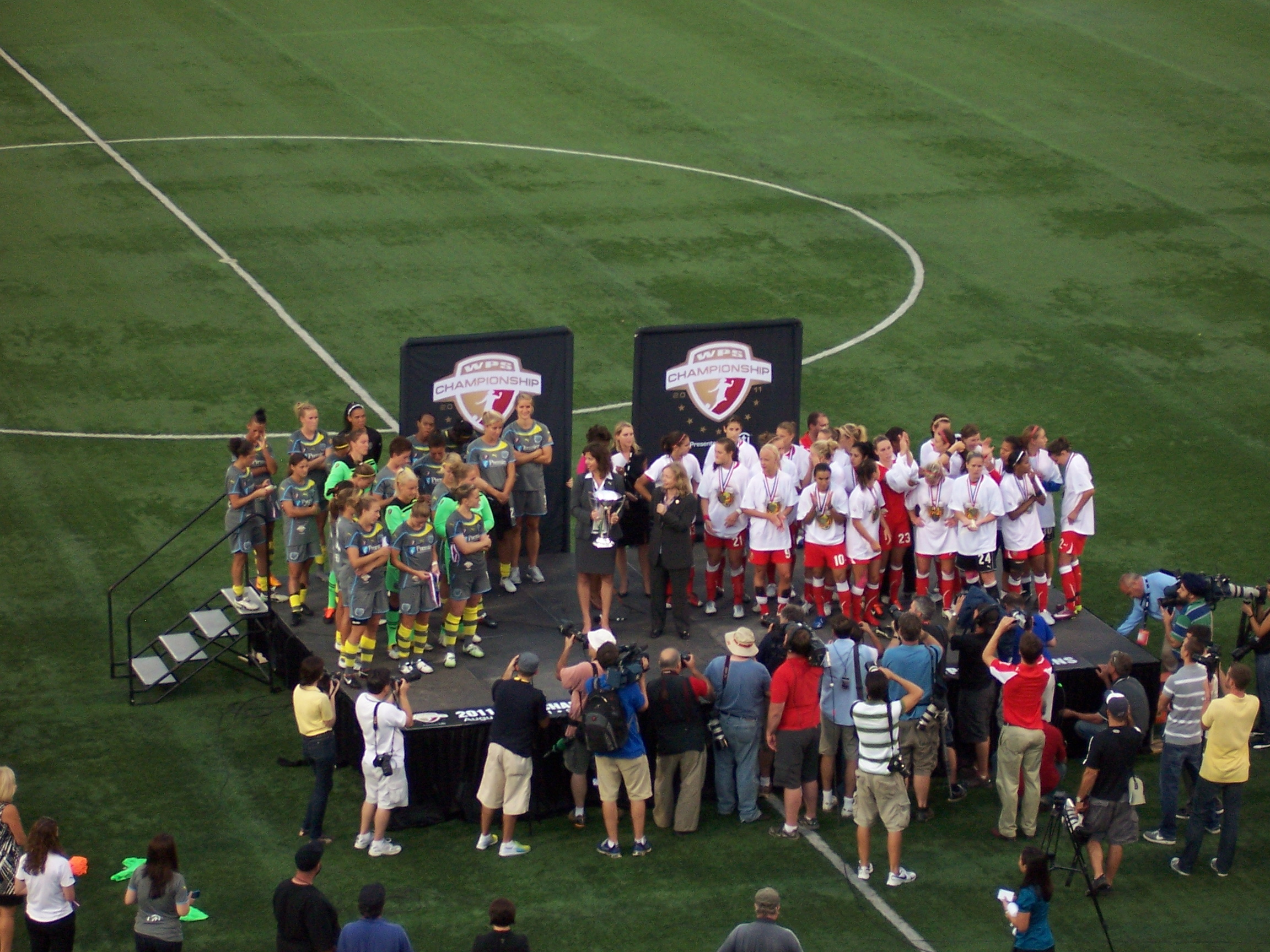
Las jugadoras del Independence, junto a la escalera del podio, en la entrega de trofeos de la WPS 2011

El club fue creado en 2009 para participar en la WPS. En 2010 y 2011 llegó a la final de los play-offs, pero las perdió contra el Gold Pride y el Western New York Flash (en los penaltis) respectivamente.
Tras la quiebra de la WPS en 2012 el club se disolvió.

## Simbología
El nombre del club es una referencia a la Declaración de independencia de Estados Unidos, que se firmó en Filadelfia en 1776. Las primeras palabras de la Constitución del país, We the People, aparecían en su escudo. Su uniforme gris simbolizaba la historia industrial de la ciudad.

## Palmarés
- WPS: Subcampeón en 2010 y 2011

## Plantilla 2011
- Porteras: Nicole Barnhart, Val Henderson
- Defensas:  Lauren Barnes, Allison Falk, Estelle Johnson,  Nikki Krzysik, Kia McNeill, Leigh Ann Robinson,
- Centrocampistas:   Vero Boquete, Jen Buczkowski, Lori Chalupny, Lauren Cheney, Sinead Farrelly, Lori Lindsey, Joanna Lohman,  Holmfridur Magnusdottir,  Katrin Omarsdottir
- Delanteras: Danesha Adams, Gina DiMartino, Tasha Kai, Meghan Lenczyk,  Laura del Río, Amy Rodriguez,  Lianne Sanderson

Entrenador:  Paul Riley